# Ростислав (броненосец)
«Ростисла́в» — седьмой эскадренный броненосец Черноморского флота из числа восьми, строительство которых было запланировано 20-летней судостроительной программой 1881 года. Он был задуман как тип малого корабля с мощной артиллерией, обладающего небольшим водоизмещением, хорошей мореходностью и уменьшенной осадкой, что позволило бы ему действовать в прибрежных районах Чёрного моря. Часть проектно-конструкторских решений, включая теоретический чертёж корпуса, была заимствована у балтийского броненосца «Сисой Великий». Первый броненосец российского флота часть котлов которого имела чисто нефтяное отопление.

## Основные характеристики
Водоизмещение проектное 8880 т, фактическое 10 520 т; длина наибольшая 107,2 м, по ватерлинии 105,3 м, между перпендикулярами 100,2 м; ширина 20,7 м; осадка проектная 6,71 м, фактическая 7,68 м.
Вооружение: четыре 254/45-мм и восемь 152/45-мм орудий, 12 47-мм и 16 37-мм противоминных орудий, две 63,5-мм десантных пушки; 4 надводных и 2 подводных 381-мм торпедных аппарата; 50 мин заграждения. Надводные аппараты сняты в 1906 г.; в 1915-м сняты 47-мм и 12 37-мм пушек и установлены по четыре 75-мм противоминных, 75-мм зенитных и 63,5-мм зенитных орудия.
Бронирование (гарвеевская сталь): пояс по ватерлинии в средней части 368—254 мм, верхний пояс 152 мм, палуба 63,5—76 мм, башни главного калибра 254 мм, среднего калибра 152 мм, боевая рубка 152 мм.
Мощность механизмов проектная 8500 л.с., фактическая 8816 л.с.; скорость проектная 16 уз, на испытаниях 15,8 уз; дальность плавания 4100 (8 уз), 3100 (10 уз), 1300 (14 уз) миль.
Экипаж 633 человека (в том числе 27 офицеров); в 1916—1917 годах — до 852 чел.

## Конструкция
Броненосец представлял собой по сути уменьшенную копию «Полтавы», при этом многие узлы были заимствованными. Так, теоретический чертёж корпуса и механизмы «Ростислава» были заимствованы у «Сисоя Великого», башни главного калибра — от броненосцев береговой обороны типа «Адмирал Ушаков», башни среднего калибра — также от «Полтавы».

### Корпус
Непотопляемость корабля обеспечивалась двойным дном и делением корпуса поперечными переборками на 14 водонепроницаемых отсеков.

### Бронирование
Пояс по ватерлинии из гарвеевской стали имел длину 83,5 м и высоту 2,1 м, причём из-за сильной перегрузки корабля он почти полностью находился под водой. Толщина верхней части пояса в центральной части составляла 368 мм, к нижней кромке она уменьшалась до 203 мм. Вне пределов машинно-котельных отделений толщина пояса, по-видимому, уменьшалась до 254 мм.
Над главным поясом, вероятно, шёл более короткий верхний, имевший толщину 152 мм и заканчивающийся сразу перед носовой и за кормовой башнями главного калибра.
Карапасная броневая палуба защищала оконечности корабля вне бронепояса; в средней части корабля она была плоской, опираясь на верхнюю кромку бортовой брони. Толщина палубы составляла 63,5 мм, на скосах она увеличивалась до 76 мм.
Башни главного калибра были защищены 254-мм бронёй, среднего — 152-мм.
Боевая рубка состояла из 152-мм бронеплит.

### Артиллерийское вооружение
Главный калибр броненосца состоял из четырёх 254-мм орудий с длиной ствола 45 калибров, установленных в двух башнях в диаметральной плоскости в носу и корме. Эти пушки принадлежали к неудачной серии: они оказались переоблегчёнными, поэтому, чтобы избежать поломок, пороховой заряд был ограничен, что уменьшило начальную скорость снарядов и максимальную дальность стрельбы. В горизонтальной плоскости башни наводились на 240°, в вертикальной — от −5° до +33°. Привод наведения — электрический и ручной.
Средний калибр был представлен восемью 152-мм орудиями Канэ длиной 45 калибров, установленными в четырёх башнях, расположенными по оба борта от надстройки. Сектор обстрела каждой башни не превышал 110°. Привод горизонтального наведения — электрический и ручной, вертикального — ручной.
Противоминное вооружение первоначально включало 12 47-мм и 16 37-мм пушек Гочкиса. В 1915 году (а возможно, и ранее) все 37-мм и 12 47-мм орудий сняли, установив четыре 75-мм пушки Канэ с углом возвышения 25°. В 1915 году корабль получил и зенитное вооружение из четырёх 75-мм и четырёх 63,5-мм зенитных пушек; первые имели угол возвышения 51°, вторые — 74°.
Как и любой корабль 1 ранга того периода, «Ростислав» имел на борту две 63,5-мм десантные пушки Барановского.

### Минное вооружение
На «Ростиславе» установили четыре надводных и два подводных 381-мм торпедных аппарата. Кроме того, метательными минами были вооружены корабельные паровые катера. Помимо самодвижущихся и метательных мин, броненосец нёс 50 мин заграждения, которые должны были устанавливаться с так называемых минных плотиков — соединённых помостом и оснащённых для постановки стрелой баркаса и парового катера.

### Силовая установка
Две главные паровые машины тройного расширения были построены Балтийским заводом по образцу механизмов броненосца «Сисой Великий». На испытаниях они несколько превысили контрактную мощность, развив 8816 л.с. вместо положенных 8500 л.с.
Пар вырабатывали восемь огнетрубных котлов, причём половина из них отапливалась мазутом. Систему впрыска топлива для них была также создана Балтийским заводом. «Ростислав» стал первым крупным боевым кораблём российского флота, на котором было применено смешанное (угольное и нефтяное) отопление. Последнее не было свободно от целого ряда «детских болезней», хотя на испытаниях показало себя хорошо и в целом работало достаточно удовлетворительно. Тем не менее, зимой 1904—1905 г. систему нефтяного отопления ликвидировали.
Силовая установка «Ростислава» оказалась очень тяжёлой: вместо запланированных 1300 т она весила 1611,3 т, внеся значительный вклад в общую перегрузку корабля.

## Проектирование, постройка и испытания
Первоначальное задание на проектирование, направленное в 1892 году управляющим Морским министерством адмиралом Н. М. Чихачёвым главному командиру Черноморского флота и портов вице-адмиралу Н. В. Копытову, предусматривало строительство нескольких малых броненосцев (4—5 тыс. т) в пределах суммарного водоизмещения 24 тыс. т. Главный корабельный инженер Николаевского военного порта К. К. Ратник разработал четыре варианта эскизного проекта корабля водоизмещением от 4750 до 6000 т и скоростью 16 уз, вооружённого двумя установленными в башне орудиями калибром от 229 до 305 мм, отметив при этом непригодность либо из-за низкой мореходности, либо из-за слабости бронирования и низкой скорости уже построенных к тому времени броненосных кораблей иностранных флотов, имевших похожее водоизмещение. В вопросе выбора артиллерии конструктор склонялся к установленным в башнях двум 229-мм и двум 152-мм орудиям, имевшим высокую скорострельность, однако Н. В. Копытов в своём докладе управляющему Морским министерством отдавал предпочтение двум 305-мм орудиям в барбетной установке и шести 152-мм пушкам при скорости в 15,5 уз.
Морской технический комитет (МТК), рассмотрев 12 января 1893 г. (здесь и далее даты даны по старому стилю) проекты и сопоставив их с характеристиками балтийских броненосцев «Гангут» и «Сисой Великий», пришли к выводу, что возможности совершенствования корабля в пределах 6000-тонного водоизмещения исчерпаны. Никакого решения по проектированию нового черноморского броненосца принято, однако, не было.
Н. М. Чихачёв приказал находящемуся в Петербурге новому главному корабельного инженеру Николаевского порта А. П. Торопову разработать новый проект со следующими основными элементами: водоизмещение 7500 т, скорость 15,2 уз, пояс по ватерлинии до 356 мм, вооружение из четырёх 254-мм и восьми 152-мм орудий, установленных в шести башнях. Кроме того, требовалось проработать вариант с заменой каждой пары 254-мм пушек на одно 305-мм. Последнее, как выяснилось, привело бы к увеличению водоизмещения до 7700 т. Предлагавшаяся конструктором замена огнетрубных котлов на водотрубные позволяла поднять мощность механизмов с 7000 до 8400 л.с., а скорость хода — до 16,2 уз.
Состоявшееся 22 апреля расширенное заседание МТК признало целесообразным вооружить корабль 254-мм пушками. Н. М. Чихачёв, ознакомившись с мнением комитета, выразил сомнение в правильности такого решения, хотя и в мягкой форме, выразив свою точку зрения в резолюции на журнале заседания: «Не лучше ли остановиться на броненосце „Сисой Великий“, но с заменой казематов башнями?». Однако МТК своего мнения не изменил: в проекте броненосца, рассмотренного по указанию управляющего Морским министерством 17 ноября 1893 г., хотя и отмечалась возможность установки 305-мм орудий, всё же признавалось (хотя и не единогласно) более целесообразным остановиться на 254-мм калибре, поскольку в противном случае даже при уменьшении запаса угля и снижении толщины брони башен корабль будет иметь перегрузку. О возможности нового увеличения проектного водоизмещения речь при этом не шла, хотя уже выяснилось, что фактическое водоизмещение «Сисоя Великого», на котором основывались все доводы сторонников 254-мм пушек, оказалось на 233 т больше запланированного, что уже само по себе требовало увеличения размеров нового корабля.
Вероятно, точку в этом споре поставило мнение генерал-адмирала великого князя Алексея Александровича, который «признал полезным» установить 254-мм орудия. Уже после этого решения, на этот раз в одиночку, Н. М. Чихачёв решил отказаться от использования водотрубных котлов Бельвиля и вернуться к огнетрубным котлам — правда, с сохранением предусматривавшегося проектом нефтяного отопления, что заставило вносить коррективы в уже произведённый заказ стали. Другими изменениями стал переход на подачу боеприпасов к орудиям в беседках и замена гидравлических приводов башен электрическими, причём беседочная подача, будучи более удобной, отличалась и повышенным весом, что предполагалось компенсировать приёмом в погреба лишь 3/4 боезапаса от их штатной вместимости.
Строительные работы под руководством младшего судостроителя Николаевского военного порта М. К. Яковлева начались 17 января 1894 года. Сталь для корпуса поставлял Брянский металлургический завод; стальные штевни, кронштейны гребных валов и рулевую раму отливал Обуховский завод, он же производил и артиллерию вместе с башнями; главные механизмы, водоотливную и вентиляционную систему по образцу изготовленных для «Сисоя Великого» выполнял Балтийский завод в Петербурге. По поручению МТК он же разрабатывал систему нефтяного отопления четырёх котлов (другие четыре было решено делать на традиционном угольном отоплении). Броневую сталь, закалённую по способу Гарвея, заказали в Америке, на заводе «Бетлехем айрон компани» («Bethlehem Iron Company»; в русских документах того времени это предприятие, поставлявшее броню также для броненосцев типов «Полтава» и «Адмирал Ушаков», часто называлось Южно-Вифлеемским заводом, поскольку английское написание названия города совпадает с таковым для библейского Вифлеема).
7 мая корабль был зачислен в списки с присвоением ему названия «Ростислав». Это имя уже встречалось в русском флоте; например, его носил один из кораблей, участвовавших в разгроме турецкого флота в Синопе. Официальная закладка, на которой присутствовал главный командир Черноморского флота и портов вице-адмирал Н. В. Копытов, состоялась через год, 6 мая 1895 года. Броненосец был спущен на воду 20 августа 1896 года, 13 января следующего года его командиром был назначен капитан 1 ранга А. М. Спицкий, а вместо откомандированного в Санкт-Петербург строителя корабля Яковлева стал младший судостроитель Н. И. Янковский. Весной начались швартовые испытания. 25 июня корабль ушёл в Севастополь.
На шестичасовых ходовых испытаниях, состоявшихся 8 октября 1898 года на севастопольской мерной миле, средняя скорость в четырёх пробегах при проектной осадке составила 15,8 уз. Как отмечалось в акте приёмной комиссии, «пар в котлах, отапливавшихся нефтью, держался замечательно ровно, без колебаний, всегда имеющих место при угольном отоплении, и в пределах, положенных спецификацией». Нормально функционировала и система подачи подогретого мазута, и все 72 форсунки (по две на топку). Всю систему нефтяного отопления Балтийского завода признали «весьма обдуманным и выполненным весьма тщательно», рекомендовав лишь доработать подвод воздуха к форсункам. Новый броненосец, как и другие корабли с нефтяным отоплением, подлежал наблюдению заведующего применением нефтяного отопления на судах флота контр-адмирала П. А. Безобразова. В то же время вес механизмов, как и на «Сисое Великом», оказался намного больше спецификационного: 1611,3 т против 1300 т.
17 апреля 1900 года начали испытания минного вооружения и, сделав за несколько дней 23 выстрела на скорости до 15 уз, 25 апреля его приняли в казну. Никаких сколько-нибудь существенных проблем обнаружено не было.
Пушки главного калибра прибыли с Обуховского завода лишь летом 1899 года. Они принадлежали к неудачной серии: из-за переоблегчения конструкции их прочность оказалась недостаточной, что вынудило ограничить пороховой заряд, а значит, начальную скорость снаряда и дальность стрельбы. Испытания артиллерии начали 30 марта 1900 года у Херсонесского маяка, но уже на следующий день их пришлось прервать: третий испытательный залп из носовой башни вызвал повреждение компрессора правого 254-мм орудия. Кроме того, выяснилась необходимость в переделках станков и прибойников. В конце концов корабль, формально введя в строй и причислив в 35-му флотскому экипажу, назначили в летнее практическое плавание, запретив стрелять главным калибром и оставив все доделки на осень. Однако и после этого плавания, и в следующем году ввести главную артиллерию в строй не удавалось, и лишь на стрельбах 31 мая и 1 июля 1902 года главный калибр выдержал всю положенную программу: семь залпов из носовой и пять из кормовой башни при углах возвышения от −5° до +33°. Таким образом, технически боеспособным корабль стал лишь в середине 1902 года, ну а реально, с учётом необходимости подготовки экипажа — лишь в следующем году.

## История службы

### Довоенные годы

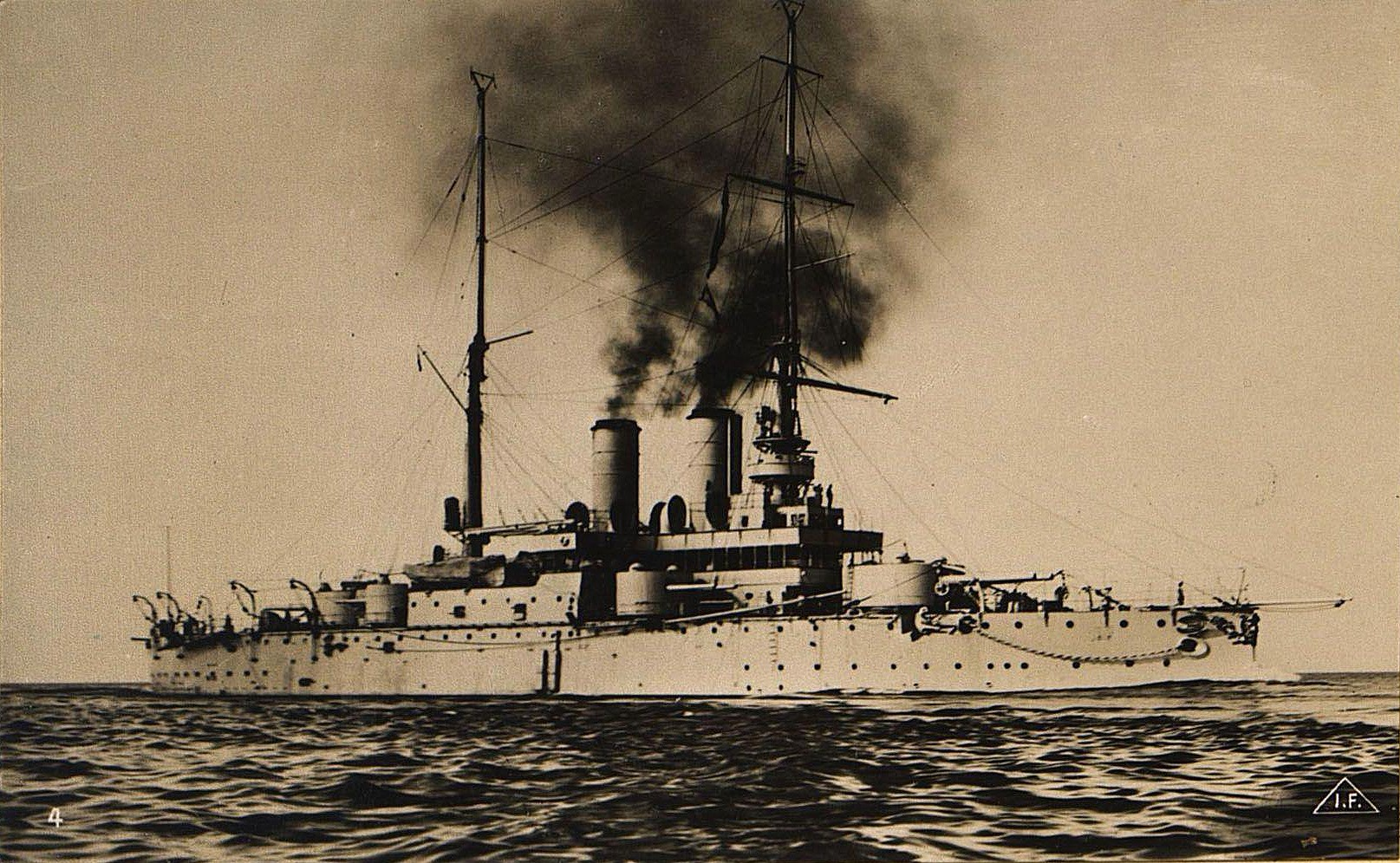
«Ростислав» в море

1 мая 1900 года в командование «Ростиславом» вступил капитан 2-го, а затем 1-го ранга великий князь Александр Михайлович. Это был третий в истории российского флота случай, когда командиром корабля становился член императорской фамилии. Особое положение командира наложило отпечаток и на службу броненосца, состоявшую в основном из одиночных и чаще заграничных плаваний, где корабль встречали по особому церемониалу — с салютами, выстроенными войсками, приёмами и т. д. Впрочем, за исключением этих церемоний да некоторых вольностей, допускаемых великим князем (конечно, с дозволения формально вышестоящего начальства), служба на корабле подчинялась всем положенным уставам с регулярными выходами на манёвры и учебные стрельбы. Кроме того, личность командира сделала возможным быстрое внедрение на «Ростиславе» улучшений, которые он считал нужными.

Великий князь Ростислав Александрович, один из сыновей Александра Михайловича, назван этим нетипичным для Романовых именем в честь этого корабля.

Помимо «августейшего командира» (так писали в официальных документах), в 1900 году на «Ростиславе» выслуживал лейтенантский ценз другой великий князь — вахтенный начальник мичман Кирилл Владимирович. Старшим же офицером корабля, нередко заменявшим отъезжавшего по своим делам командира, был лейтенант, а с 1901 года — капитан 2-го ранга князь Н. С. Путятин, выбранный на эту должность самим Александром Михайловичем.
Свой первый большой поход в составе Практической эскадры «Ростислав» совершил летом 1900 года побывав у Константинополя и обойдя южное и восточное побережье Чёрного моря, он вернулся в Севастополь. 17 октября вместе с броненосцами «Синоп», «Чесма» и «Три Святителя» он в присутствии императора Николая II участвовал в боевой стрельбе по береговым укреплениям, сооружённым в Мраморной балке.
Осенью 1900 года возобновились испытания башенных установок главного калибра, которые с перерывами продолжались в 1901 и 1902 годах. По мнению МТК, рассматривавшего положение дел 5 июня 1901 г., происходившие при стрельбе срезания болтов и другие неполадки заставляют переделывать всю систему отката. Решено было выполнить все работы по образцу, уже испытанному на броненосце береговой обороны «Адмирал Ушаков». Только на стрельбах 31 мая и 1 июля 1902 г. артиллерия «Ростислава» успешно прошла все испытания: семь залпов носовой и пять — кормовой башней практическими и боевыми зарядами при углах возвышения от максимального (+33°) до минимального (-5°). Механизмы башен были признаны весьма компактными и удобными, замеры деформаций подтвердили прочность конструкции. В то же время электрическая схема башен была очень сложна — у каждой установки было до 332 контактов и выключателей, понадобившихся из-за чрезмерно развитой системы «взаимности и замкнутости», препятствовавшей пуску определённых механизмов до выполнения ряда обязательных действий.
Плавания корабля под ещё далёким от совершенства нефтяным отоплением выявили ряд существенных проблем: бывали случаи, что «вследствие сильного сосредоточенного жара плавился кирпич, образовалась сильная течь дымогарных трубок, связей и швов, следствием чего было выбрасывание пламени в кочегарни, и, наконец, самое ужасное, — это перегрев листов огневых ящиков, последствием чего было образование выпучин».
В кампании 1903 года «Ростислав», достигший, наконец, реальной боеготовности, под командованием капитана 1-го ранга Е. П. Рогули (вступил в должность 1 января) выступал в роли корабля младшего флагмана Практической эскадры контр-адмирала П. А. Безобразова. Вместе с другими броненосцами он в составе «нападающей эскадры» под командованием старшего флагмана вице-адмирала А. Х. Кригера участвовал в комбинированных манёврах с высадкой войск, которым предшествовали обширные плавания почти по всему Чёрному морю под руководством главного командира флота и портов вице-адмирала Н. И. Скрыдлова. В ходе манёвров «нападающая эскадра», изображавшая 12 британских броненосцев, уничтожила обороняющийся русский флот из шести кораблей (в их роли выступали канонерки и минные заградители), а затем подвергла бомбардировке Очаковскую крепость и высадила десант. Хотя сами учения прошли успешно, выявилась невозможность размещения на боевых кораблях сколько-нибудь крупных десантных партий. Так, новый командир «Ростислава» докладывал, что из 530 запланированных десантников оказалось возможных без значительного стеснения экипажа разместить около половины. Впрочем, специализированные десантные корабли в заметных количествах появились много позже, во время Второй мировой войны, а у нас — ещё позднее.
Осенью 1903 года «Ростислав» участвовал в торжествах, посвящённых возвращению флоту присвоенных ему в 1856 году георгиевских отличий и приуроченных к 50-летию Синопского сражения. С ними соединилось и чествование недавнего командира броненосца великого князя Александра Михайловича, дослужившегося до контр-адмиральского чина и ставшего младшим флагманом флота. Свой флаг он поднял на «Ростиславе», а командующий флотом вице-адмирал Н. И. Скрыдлов держал флаг на другом броненосце, «Чесме».
В 1904 году значительная часть личного состава Черноморского флота была отправлена на доукомлектование кораблей Первой и Второй Тихоокеанских эскадр.
Зимой 1904—1905 года по распоряжению нового командующего флотом вице-адмирала Г. П. Чухнина на «Ростиславе» ликвидировали нефтяное отопление котлов. Однако часть цистерн, судя по всему, сохранилась: их предполагалось использовать для дозаправки в море нескольких миноносцев и канонерской лодки «Уралец», сохранивших нефтяное отопление.
В прокатившейся в 1905 году по стране волне восстаний «Ростислав» в стороне остаться никак не мог. И если до боя с мятежным «Потёмкиным» не дошло, то позднее, в Севастополе, броненосец сам чуть не оказался в рядах мятежников. На корабле шесть раз поднимался и опускался красный флаг, однако, когда дело всё-таки дошло до стрельбы, «Ростислав» остался верным присяге, выпустив два 254-мм и семь 152-мм снарядов по взбунтовавшемуся крейсеру «Очаков» и ещё семь 152-мм — по миноносцу «Свирепый». Ближе к концу года (точная дата пока не известна) командиром «Ростислава» был назначен капитан 1-го ранга В. И. Литвинов, до этого командовавший царской яхтой «Штандарт».
После поражения в Русско-японской войне были приняты меры по повышению боеспособности наиболее современных кораблей. В первую очередь для этого надо было уменьшить перегрузку, достигавшую в 1907 году на «Ростиславе» фантастической величины 1946 т и практически утопившую в воде бронепояс (осадка корабля превысила проектную на 0,94 м). Чтобы её снизить, решили снять все четыре надводных минных аппарата (война ясно показала их абсолютную бесполезность на крупных кораблях), сетевое заграждение, вспомогательные котлы, спардек, бесполезные 47-мм пушки (оставили только две — для салютов), а также заменить две тяжёлые мачты одной более лёгкой. Эти меры позволяли уменьшить водоизмещение на 250 т; ещё 400 т получили, уменьшив запасы воды (в небольшом Чёрном море не было нужды иметь с собой её большой запас: даже при полном выходе из строя опреснителей всегда можно было добраться до ближайшего порта, питая котлы забортной водой). Эти меры позволили бы более чем вдвое уменьшить переуглубление. Однако из-за нехватки средств МГШ разрешил ограничиться снятием минных аппаратов и заменой одного из двух паровых катеров лёгким моторным; остальные работы было решено выполнить после окончания ремонта «Трёх Святителей», к которым, в свою очередь, можно было приступить лишь после ввода в строй в 1908 г. нового броненосца «Иоанн Златоуст». Кроме того, «Ростислав» требовался для постоянно проводившихся в те годы артиллерийских стрельб: война показала значительную отсталость русского флота в этом вопросе, и её нужно было срочно ликвидировать.
Стрельбы в Отдельном практическом отряде Чёрного моря (так с 1 октября 1907 г. стала называться Практическая эскадра), возглавляемом «Ростиславом» под флагом контр-адмирала Г. Ф. Цывинского (кораблём в это время командовал назначенный на должность 2 октября 1906 года капитан 1 ранга Д. И. Петров), проводились на немыслимых до войны дистанциях — до 100 каб, и с огромным расходом снарядов (только 254-мм пушки «Ростислава» расстреляли их 330 штук — пожалуй, больше, чем все семь броненосцев Первой Тихоокеанской эскадры за два последних предвоенных года, а ведь на этот раз подобным образом стреляли с трёх других кораблей отряда — «Пантелеймона», «Трёх Святителей» и «Синопа»). Столь обширные опыты позволили получить необходимые материалы для создания новых таблиц стрельбы. Кроме того, удалось всесторонне проверить техническую надёжность и удобство использования новых оптических прицелов и дальномеров, а также отработать тактику пристрелки и маневрирования с массированием огня нескольких кораблей по одной цели. Помимо стрельб, отряд совершал и «обычные» плавания; например, 20 июля зашли в турецкий Синоп.
В октябре 1907 года все эскадренные броненосцы русского флота, включая устаревшие, были переклассифицированы в линейные корабли.
В 1908 году «Ростислав» (с 3 марта им командовал капитан 1-го ранга А. Д. Сапсай) вместе с «Пантелеймоном», «Тремя Святителями», крейсером «Память Меркурия» и рядом более мелких судов вошёл в состав сформированного в начале года Черноморского отряда действующего флота. Продолжились артиллерийские учения, интенсивная практика в маневрировании и другая боевая подготовка. Эта обширная программа продолжалась и в следующем году, когда в неё впервые были включены подводные лодки.
29 мая 1909 года «Ростислав» под флагом начальника отряда контр-адмирала В. С. Сарнавского с раннего утра провёл почти четырёхчасовую стрельбу в море из вспомогательных стволов по щитам, а после полудня в составе отряда вышел в плавание до Евпатории, при этом адмирал перенёс свой флаг на «Пантелеймон». Около 8 ч вечера, после двухчасовой стоянки на рейде Евпатории, опять вышли в море, продолжая отработку эволюций с закрытыми ходовыми огнями. Закончив в 11 ч 15 мин учения, на траверзе Херсонесского маяка легли на Инкерманский створ. «Ростислав» шёл в колонне вторым.
В 11 ч 27 мин слева от курса и где-то позади траверза «Пантелеймона», на расстоянии 400—600 м, увидели вспышку почти сразу погасшего белого огня. Все в рубке «Ростислава» (помимо вахтенных, здесь были и командир капитан 1-го ранга Сапсай, и старший штурман) решили, что это рыбацкая лодка: такое неоднократно случалось и ранее. Корабль шёл строго по створу, и командир приказал влево не сдавать, но следить за огнём, чтобы разойтись с рыбаками левым бортом, однако огонь потерялся. Когда все уже решили, что рыбак остался где-то за кормой, перед самым носом линкора, в 20-30 м, вновь появился огонь, осветивший почти полностью погруженную подводную лодку, шедшую наперерез кораблю. Немедленно были даны команды «лево на борт» и «полный назад», однако ничего изменить они уже не могли, и «Камбала» была мгновенно потоплена тараном шедшего 12-узловым ходом линкора. Чудом спасся лишь командир лодки мичман Аквилов (его подобрала шлюпка с «Памяти Меркурия»), остальные 20 человек экипажа и возглавлявший выход лодки начальник отряда капитан 2-го ранга Н. М. Белкин погибли. Позже из-за запредельных нагрузок (глубина в этом месте достигала 57 м) при обследовании затонувшей лодки погиб водолаз Ефим Бочкаленко с подошедшего учебного судна «Березань», хотя до этого к лодке успешно спускался вызвавшийся добровольцем водолазный унтер-офицер «Ростислава» Конон Кучма, который за 22 мин пребывания под водой смог установить, что все находившиеся в «Камбале» люди погибли. Лишь 31 мая «Ростислав» ушёл с места катастрофы в Севастополь. Однако год выдался для Черноморского флота несчастливым: позже едва не погибла ещё одна лодка, «Лосось», а в июне на Тендровской косе шквалом опрокинуло шестёрку с «Ростислава», при этом погибли три матроса.
В действиях командира и офицеров «Ростислава» суд никаких упущений и нарушений не нашёл. «Камбалу» подняли, и её рубка стала памятником над первой могилой черноморских подводников (которая продолжает стоять и поныне, координаты 44°36′05″,36 c. ш. 33°30′18″,04 в. д.).
В том же году на флоте были приняты разработанные А. Н. Крыловым таблицы непотопляемости, облегчавшие принятие решения на контрзатопление отсеков для выравнивания крена.
В 1910 году «Ростислав» (в этом и следующем годах им командовал капитан 1-го ранга А. Г. Покровский), «Пантелеймон» и «Три Святителя» образовали бригаду линейных кораблей действующего флота Чёрного моря, к которой был причислен крейсер «Кагул» (бывший «Очаков»). Более старые линкоры окончательно устарели и утратили боеспособность, новые ещё не были введены в состав флота, и бригада включала фактически все боеспособные крупные корабли. Продолжались интенсивные учения; одновременно на кораблях по мере возможности внедрялись различные технические новинки — зарядные станки для отработки скоростных навыков заряжания орудий, отмечатели и упредители А. Н. Крылова для тренировок наводчиков, усовершенствованные прицелы и дальномеры, «звучащие» радиостанции, перископы вместо рубок башенных командиров, более быстродействующие затворы орудий, новые системы управления огнём. Правда, «Ростислав» в списках на модернизацию оказывался последним: средств не хватало, и их тратили в первую очередь на более мощные корабли.
Лишь в 1911 г. в строй вступили два новых линкора — «Евстафий» и «Иоанн Златоуст», что позволило поставить в ремонт «Три Святителя». «Ростислав» продолжал вести боевую подготовку в составе бригады и участвовал вместе с ней в двух больших заграничных плаваниях — в августе с заходом в кавказские, малоазиатские и болгарские порты и в сентябре — в Румынию.
В 1912 г. «Три Святителя» окончил ремонт и вступил в строй, а «Ростислав» был выведен в 1-й резерв, куда входили также мореходные канонерские лодки. В случае войны корабли 1-го резерва должны были действовать в прибрежной зоне, где существенно возрастала опасность со стороны вражеских миноносцев, поэтому на «Ростиславе» решили усилить противоминное вооружение. Для этого планировалось снять восемь из двенадцати 47-мм пушек и поставить вместо них четырёх 102-мм или хотя бы 75-мм орудия. Первый вариант вызывал перегрузку в 24 т, которую планировалось устранить снятием давно неиспользуемых вспомогательных котлов с фундаментами (27 т) и двух подводных минных аппаратов системы Г. А. Лесснера (34 т), ну а если МГШ счёл бы наличие минных аппаратов необходимым, их следовало бы заменить на более лёгкие и современные конструкции Металлического завода. Однако средств, как обычно, не хватало, и модернизация не состоялась.
В октябре 1912 г. «Ростислав» под командованием капитана 1-го ранга М. П. Саблина вместе с крейсером «Кагул» был направлен в Константинополь, где собралась внушительная международная эскадра под общим командованием французского адмирала. Шла Первая Балканская война, и успехи болгарской армии могли вызвать в городе беспорядки. Защитить европейские посольства от погромов и были призваны собравшиеся здесь корабли (до 21 единицы). От России, помимо уже названных, участвовали канонерские лодки «Кубанец», «Донец», пароход Добровольного флота «Саратов» и уже находившаяся в Константинополе в качестве стационера яхта «Колхида».
29 января 1913 г. произошло досадное происшествие. Во время учебной боевой тревоги комендор «Ростислава» Озеров, объясняя порядок обслуживания 47-мм пушки, вопреки инструкциям зарядил её боевым патроном и, случайно задев спусковую тягу, произвёл выстрел. Осколки разорвавшегося в воде снаряда долетели до казармы султанской стражи и даже перебили один из железных прутьев ограды. Инцидент был улажен объяснениями командира с первым камергером султана и посла с министром иностранных дел.
С 11 февраля 1913 г. командование русским отрядом от командира «Кагула» капитана 1-го ранга И. С. Денисова пришло к прибывшему на пароходе «Одесса» начальнику штаба Севастопольского порта контр-адмиралу Н. А. Петрову-Чернышину. Всего в отряде вместе с десантными ротами 50-го Белостокского полка было 1407 человек. Для охраны посольств был разработан общий план высадки интернациональных сил, распределены участки обороны, подготовлены, а частично и переправлены в посольства команды пулемётчиков.
Неудачи мирных переговоров заставляли усиливать боеготовность кораблей. Так, на ночь на «Ростиславе», перешедшем на 3-часовую готовность, в башнях главного калибра загружали зарядные столы, усиливали наблюдение за берегом и рейдом. Запасы угля пополняли с приходившего из Мариуполя парохода «Батум».
В Константинополе отметили и 300-летие дома Романовых; юбилейные торжества начались 20 февраля и продолжались три дня. Корабли международной эскадры расцветились флагами и иллюминацией. Салют, запрещённый особым режимом черноморских проливов, в виде исключения произвела турецкая яхта «Эртогрул».
В Севастополь «Ростислав», с 6 августа зачисленный в Учебный отряд, поспел ко второй части торжеств, начавшейся 9 августа. В этот день на корабле побывал император Николай II. В сентябре корабль совершил плавание с учениками Черноморской учебной команды строевых унтер-офицеров, а в конце месяца принял участие в больших манёврах флота. 4 октября — новое празднование: отмечали день тезоименитства наследника престола.
8 октября 1913 г. «Ростислав» был, наконец, зачислен в вооружённый резерв и поставлен на ремонт. Чинили машины и котлы, перебирали башенные установки, устанавливали новые прицелы, меняли износившийся деревянный настил верхней палубы... В апреле 1914 г. «Ростислав» и «Синоп» образовали резервную бригаду линейных кораблей. В сентябре к ней присоединился «Три Святителя», и она была переформирована во 2-ю бригаду линейных кораблей. В состав первой бригады входили более новые линкоры «Пантелеймон», «Евстафий» и «Иоанн Златоуст», до вступления в строй новых дредноутов составлявшие основу боевой мощи Черноморского флота.
Часть 1914 года «Ростиславом» командовал капитан 1-го ранга К. А. Порембский.

### Первая мировая война
4 ноября 1914 года русская эскадра приблизилась к Босфору, прикрывая постановку минного заграждения, произведённую эсминцами типа «Новик». На следующий день на обратном пути в Севастополь у мыса Сарыч в условиях тумана произошло первое столкновение с вражескими кораблями — линейным крейсером «Гёбен» и лёгким крейсером «Бреслау». Бой продолжался всего 14 мин и фактически свёлся к перестрелке между немецким линейным крейсером и головным русским линкором «Евстафий». Получив небольшие повреждения, противники разошлись.
6 ноября 1914 года «Ростислав» вместе с крейсером «Кагул» под прикрытием державшегося мористее флота обстрелял Зонгулдак — центр турецкого угольного бассейна. Оба корабля выпустили 25 254-мм и 226 152-мм снарядов, ставших как бы ответом на нападение германо-турецких кораблей на русские порты 29 октября. В результате обстрела вызвали в порту Зонгулдака сильный пожар.
В дальнейшем такие походы стали регулярными. Например, только в первом квартале 1915 года состоялось семь выходов флота к малоазиатским и кавказским берегам. В одном из них «Ростиславу» (с 24 декабря 1914 года им командовал капитан 1-го ранга И. С. Кузнецов) поручили прикрывать брандеры, которыми решили попробовать закупорить вход в Зонгулдак. Наспех подготовленная операция окончилась полным провалом: из-за свежей погоды отряд распался; один из гружёных камнями пароходов был перехвачен крейсером «Бреслау» и затоплен своей командой, на другом вышел из строя котёл, и «Ростислав» вынужден был тащить его на буксире, а в довершение всего на подходах к порту обнаружили ранее отсутствовавшие береговые батареи. Опасаясь появления «Гёбена», которого, как предполагали, должен был вызвать по радио «Бреслау», оставшиеся пароходы затопили в море и вернулись в Севастополь.
10 мая 1915 года два русских линкора — «Три Святителя» и «Пантелеймон» — были направлены обстреливать укрепления Босфор; с моря, в 20—25 милях, их прикрывала бригада из трёх других кораблей — «Евстафия», «Иоанна Златоуста» и «Ростислава». Этим разделением воспользовались немцы: прикрывающий отряд был атакован линейным крейсером «Гёбен». Немедленно по радио были вызваны «Три Святителя» и «Пантелеймон», а прикрывающая бригада двинулась на юг, на соединение с ними, однако немецкий корабль, пользуясь своим высоким ходом, быстро приближался. Тогда адмирал А. А. Эбергард повернул навстречу противнику и приказал открыть огонь двумя головными кораблями с 305-мм артиллерией главного калибра. «Ростиславу», вооружённому более слабыми 254-мм пушками, выпала роль зрителя. По какой-то причине ни русские, ни немцы не могли попасть друг в друга. Положение изменилось с подходом двух русских линкоров: «Пантелеймон» уже вторым залпом накрыл «Гёбена». Получив несколько попаданий, германский линейный крейсер решил не испытывать судьбу и вышел из боя. Позднее командира и артиллеристов «Пантелеймона» попытались обвинить в том, что они-де сорвали централизованную стрельбу бригады, однако скрупулёзные записи старшего штурмана «Ростислава» старшего лейтенанта Н. Р. Гутана, в течение всего боя следившего с помощью 9-футового дальномера за падениями снарядов, доказали, что бригада стреляла неверно, и попаданий по врагу добился именно проявивший инициативу «Пантелеймон».
В начале 1916 года «Ростислав» (по-видимому, под командованием капитана 1-го ранга Н. Н. Савинского — точная дата назначения его на должность пока незивестна) возглавил Батумский отряд русского флота, действовавший в юго-восточной части Чёрного моря. Кроме него, в отряд входили канонерские лодки «Донец» и «Кубанец», миноносцы «Лейтенант Пущин», «Живой», «Строгий» и «Стремительный» (последние два вместе с «Донцом» действовали здесь уже в 1915 году). Отрядом командовал начальник Батумского военного порта капитан 1-го ранга С. П. Римский-Корсаков.
Действия отряда обеспечили уверенное продвижение русских войск по направлению к Трапезунду. Связь и управление огневой поддержкой обеспечивали сооружавшиеся у берега сигнальная мачта и пост, обслуживаемые корабельными специалистами. В распоряжение командиров сухопутных частей были командированы сигнальщики, а на «Ростиславе» и канонерках находились сухопутные артиллеристы, хорошо знакомые с расположением противника. Сигналы и целеуказания репетовал находившийся ближе к берегу миноносец «Стремительный». «Лейтенант Пущин» и «Живой» несли дозорную службу в море, а «Строгий» наблюдал за тылом турецких позиций и огнём пресекал передвижения вражеских войск. Позже из запасных частей на «Ростиславе» собрали и передали на берег приспособленную под вьюк радиостанцию.
В первый день наступления, 5 февраля 1916 года, у реки Архаве «Ростислав» выпустил 94 254-мм, 303 152-мм и 29 75-мм снарядов. На третий день корабли поддерживали прорыв турецких позиций у реки Вице. В дальнейшем при действиях у глубокого берега в ход иногда пускали даже пулемёты. За успешное управление огнём старший артиллерийский офицер линкора лейтенант Н. М. Коландс был награждён Георгиевским оружием.
Для преодоления особо сильно укреплённых позиций у реки Беюк-Дере была произведена высадка тактического десанта. В роли десантных кораблей выступали «Эльпидифоры» — каботажные моторные суда, оказавшиеся в силу своей конструкции весьма удобными для десантных операций. В результате операции 7 марта турки оставили город Ризе, в котором был оборудован временный военный порт, ставший передовой базой Батумского отряда. Чуть позже туда под охраной всего флота были проведены транспорты, доставившие две пластунские бригады. Их наступление на Трапезунд поддерживали «Ростислав» и присоединившийся к нему «Пантелеймон», выпустившие 1 апреля соответственно 540 и 680 152-мм снарядов. На следующий день турки оставили город, который стал базой снабжения кавказской армии. Для его защиты сюда перевели вторую бригаду линейных кораблей («Пантелеймон», «Евстафий» и «Иоанн Златоуст»). В память об участии в операции два моторных катера «Ростислава» получили названия «Архава» и «Вице».
С начала сентября 1916 года «Ростислав» действовал у западных берегов Чёрного моря, базируясь на Констанцу и возглавив отряд особого назначения, сформированный при вступлении Румынии в войну. В отряд, кроме него, входили четыре эсминца типа «Лейтенант Шестаков» и шесть типа «Лейтенант Пущин», четыре посыльных судна, девять тральщиков, два транспорта, 10 быстроходных катеров и отряд морской авиации. В задачи особого отряда входило обеспечение развёртывания базы и оборона порта, через который проходили конвои с русскими войсками, направленными на поддержку румынской армии. Кораблям приходилось действовать и на турецких путях сообщения у Босфора, а также осуществлять заправку в промежуточных пунктах гидросамолётов, летавших бомбить Варну.
Русские корабли подвергались налёту германским самолётов. Так, однажды на «Ростислав» было сброшено 25 бомб, одна из которых угодила в кромку вертикальной брони кормовой башни главного калибра. Осколками этой бомбы ранило 16 человек, включая прислугу установленной на крыше башни зенитки, но сама башня не пострадала.
Во время сражения при Копадине оказывал с моря своим огнём поддержку русско-румынским войскам. Когда болгаро-германские войска подошли к Констанце, их батареи пытались своим огнём помешать эвакуации русских и румынских войск. 10 (23) октября после усиленной контрбатарейной стрельбы (выпущено 43 254-мм и 276 152-мм снарядов) «Ростислав» вместе с охранявшими его миноносцами покинул порт.
Ещё в октябре 1915 года у адмирала А. А. Эбергарда появилась мысль усилить противоминную защиту «Ростислава» путём установки специальных булей «английской системы» (такие були англичане устанавливали на свои мониторы, действовавшие около берега, где главную опасность представляло минно-торпедное оружие). По плану ГУК, разработанному с участием представлителей МГШ и Черноморского флота (капитан 1-го ранга К. Ф. Кетлинский и корабельный инженер подполковник В. К. Трегубов), «противоминные кессоны» для первых двух кораблей — «Синопа» и «Ростислава» — могли быть установлены поочерёдно в новом николаевском плавучем доке. Одновременно собирались и модернизировать корабли. Так, на «Ростиславе» командующий флотом хотел установить ещё по две 152-мм пушки на борт: уже имевшиеся четыре «мало обеспечивают действия против берега». В ГУК посчитали установку дополнительных орудий вполне реальной: перегрузка при этом возрастала на 60,4 т, а метацентрическая высота понижалась с 0,85 до 0,81 м. Однако осуществление проекта, уже получившего одобрение, постоянно откладывалось: сначала возникли проблемы с беседками для подачи 152-мм патронов, затем нужно было найти сами пушки, потом возникли сложности с переделкой станков 152-мм орудий для увеличения угла возвышения до 25°; наконец, выявилась нужда в переделке спардека (вертикальные габариты орудий с их прицелами не вписывались в межпалубное пространство).
Помимо усиления артиллерии, предполагалось модернизировать боевую рубку (она всё ещё имела грибовидную крышу, служившую причиной ранения и гибели многих людей в сражениях Русско-японской войны; судя по всему, крышу заменить всё-таки смогли), снять громоздкие и тяжёлые мачты с боевыми марсами и заменить их одной облегчённой мачтой, устроить в башнях среднего калибра отверстия для ручной подачи снарядов (их предполагалось прорезать с тыльной стороны: в случае отказа электроприводов подачу приходилось организовывать через горловины в крышах башен, что было совсем неудобно), установить муфты Дженни на приводы горизонтального наведения башен среднего калибра и вертикального наведения башен крупного калибра. Следовало заменить или существенно отремонтировать ряд агрегатов и трубопроводов корабля, оборудовать в погребах боеприпасов и машинных отделениях систему аэрорефрижерации. На корабле требовалось оборудовать кормовой командный пост, перенести дальномер с марса на крышу штурманской рубки, немного доработать затворы 254-мм орудий (чтобы ускорить заряжание), установить на дымовых трубах сетки для защиты от авиабомб (это тоже удалось сделать), выполнить ряд других работ. По всей вероятности, большая часть этих планов осталась нереализованной. 10 августа 1916 года морской министр И. К. Григорович приказал отложить «на неопределённое время» уже готовых «кессонов» (на «Синопе» эту работу завершили 24 июля), а в дальнейшем основательный ремонт стал практически невозможным из-за развала промышленности, а затем и государства.
Новый 1917 год «Ростислав» (с 21 ноября 1916 года им командовал капитан 1 ранга Ф. О. Старк) встретил в Батуме, откуда вернулся в Севастополь 8 января, где вместе с другими кораблями продолжал плановую боевую подготовку.

### Революция и гражданская война
15 февраля 1917 года «Ростислав» и «Три Святителя» под охраной эсминцев вышли в море на учебные стрельбы. На одном из эсминцев находился новый командующий флотом вице-адмирал А. В. Колчак. Стрельбу проводили весь день — сначала из 305- и 254-мм орудий (на дистанциях от 52 каб до максимально возможной), а затем из 152-мм.
Вскоре после возвращения в Севастополь команда узнала о Февральской революции. В отличие от Балтийского, на Черноморском флоте митинги и выборы судовых комитетов сначала не оказали существенного влияния на боеспособность, флот продолжал вести активную боевую деятельность. В частности, на «Ростиславе» его командир капитан 1 ранга Ф. О. Старк сумел наладить с комитетом относительно нормальные взаимоотношения: этот орган решал все не затрагивавшие непосредственно боевую подготовку вопросы повседневной службы, довольствия, быта и досуга. В море, однако, корабль долгое время не выходил: для решения текущих задач хватало эсминцев и быстроходных линкоров.
В сентябре-октябре 1917 года «Ростислав» совершил поход в Батум. 12 октября при входе на Севастопольский рейд вместе с федеративными и украинским флагами был поднят набранный побуквенный сигнал «Хай живе вильна Украина». Порядок службы на корабле сохранялся до конца 1917 года. 8 декабря «Ростислав» стоял в полной боевой готовности со всеми запасами на Одесском рейде, хотя уже с изрядно поредевшей командой: имелось лишь 460 нижних чинов; правда, комплект офицеров был ещё полным — 28 человек. В январе 1918 года «Ростислав» под красным флагом принял участие в восстании Румчерода против власти Украинской Народной Рады и в установлении в Одессе советской власти.
Весной 1918 года немногие нижние чины и офицеры перешли с «Ростислава» на плавающие корабли и с ними, когда немцы 30 апреля захватили Севастополь, ушли в Новороссийск. На стоявших на приколе кораблях немцы подняли свои флаги. После их ухода город захватили англо-французские «союзники». Покидая его в 1919 году, они подорвали машины на всех остававшихся кораблях и затопили почти все подводные лодки.
«Ростислав», лишённый хода, но сохранивший артиллерию, был превращён белыми в плавучую батарею и переведён в Керчь. Последним его командиром стал капитан 2-го ранга М. В. Домбровский. Здесь бывший линкор охранял подходы к порту, оборонял Керченский пролив, обстреливал позиции красных на Таманском полуострове. В ноябре 1920 года, когда судьба белого движения была уже окончательно решена, его затопили в проливе, чтобы затруднить красной флотилии выход из Азовского моря. Правда, из-за малой глубины корабль сел на грунт (вода доходила лишь до адмиральского балкона). Впоследствии броненосец пытались поднять, сняв с него вооружение, элементы палубных конструкций и надстройки. Полуразрушенный корпус корабля и сейчас остается затопленным в Керченском проливе. В Керченском историко-археологическом музее хранится фрагмент брони, снятой с «Ростислава».

## Общая оценка проекта
«Ростислав» проектировался и строился в не самый удачный период российского флота. Во-первых, у русских адмиралов не было сколько-нибудь внятного представления о грядущих боях, а значит, закладывавшиеся в проекты технические характеристики не отличались продуманностью (и во флотах других мировых держав не было ещё должной проработки тактических вопросов). Во-вторых, тогда господствовало стремление максимально экономить средства, что предопределяло не слишком высокие качества «удешевлённых» кораблей. В-третьих, российская промышленность не могла похвастаться высоким технологическим уровнем и культурой производства, что неизбежно сказывалось на качестве кораблей. Сочетание этих неблагоприятных факторов стало причиной появления в русском флоте целого ряда не слишком удачных кораблей. Не стал исключением и «Ростислав».
При проектировании этого броненосца из соображений «экономии» стремились получить как можно меньшее водоизмещение. В условиях ограниченного черноморского театра не нужна была высокая мореходность и большая дальность плавания, однако одного снижения этих характеристик по сравнению с балтийскими кораблями было недостаточно, чтобы уложиться в заданное водоизмещение — приходилось жертвовать и собственно боевыми характеристиками. И если проектную 16-уз скорость можно с натяжкой признать достаточной, ведь и другие броненосцы Черноморского флота не отличались быстроходностью, то с вооружением и бронированием дело обстояло существенно хуже.
Облегчённый главный калибр — 254-мм орудия вместо стандартных для броненосцев 305-мм — был малопригоден для сражения с броненосцами. Правда, у Турции таковых не было, однако война с целью захвата черноморских проливов, о чём мечтало несколько поколений русских царей и адмиралов, привела бы, скорее всего, к конфликту с ведущей мировой державой — Англией, а для борьбы с её кораблями требовались полноценные броненосцы. Если же Англию в расчёт не брать, тогда строительство многочисленных броненосцев на Чёрном море становится вообще непонятным: у одряхлевшей Османской империи не было ни финансов, ни технических возможностей, чтобы создать сколько-нибудь современный и многочисленный флот, о чём было прекрасно известно, ну а для артиллерийской поддержки своих войск на берегу куда больше подходили намного более дешёвые канонерские лодки. Таким образом, выбор уменьшенного главного калибра, в значительной мере оправданный для балтийских «броненосцев-крейсеров» типа «Пересвет», на Чёрном море был лишён какого-либо смысла, не считая сомнительной экономии. Ситуация ухудшалась плохим качеством самих орудий: они оказались переоблегчёнными, что вынудило ограничить пороховой заряд и максимальный угол возвышения, а это резко снизило возможности главного калибра. Чтобы исправить ситуацию, необходимо было доработать конструкцию как пушек, так и их станков, что было выполнено лишь частично.
Количество 152-мм пушек (восемь единиц) для малого броненосца было вполне достаточным. Однако размещение их в башнях было весьма спорным решением. В теории башенные установки имеют целый ряд преимуществ над казематными (прежде всего это большие углы обстрела), однако уровень развития тогдашней техники не позволял обеспечить быструю и плавную наводку башен, а также приемлемую скорострельность орудий, усугублявшиеся постоянными неполадками. И если для тяжёлых орудий альтернативы башенной установке, по большому счёту, не было (наводить их ручными приводами в боевой обстановке практически нереально — для этого потребуется слишком много времени), то для среднего калибра в те годы казематная установка была предпочтительней; вдобавок, она весила существенно меньше.
Совершенно недостаточным было противоминное вооружение, состоявшее из дюжины 47-мм орудий и ещё большего количества 37-миллиметровок: на рубеже веков уже существовали достаточно крупные миноносцы, против которых такие пушки были почти бесполезны. Впрочем, Турция не была серьёзным морским противником, а при необходимости корабль можно было сравнительно легко довооружить более крупными орудиями.
Бронепояс был более чем достаточным, чтобы надёжно защитить среднюю часть корабля, однако оконечности оставались совершенно небронированными. Ко времени проектирования «Ростислава» на вооружении разных стран уже стояли скорострельные пушки среднего калибра, чьи фугасные снаряды могли за короткое время превратить лишённые броневого прикрытия части корпуса в решето, что, скорее всего, привело бы к гибели корабля из-за обширных затоплений.
Артиллерия была защищена в достаточной мере, а вот рубка имела не только слишком тонкую броню (всего 152 мм), но имела ещё и крайне неудачную конструкцию, что в полной мере проявилось в Русско-японской войне.
Главные машины корабля оказались достаточно надёжными, однако с внедрением нефтяного отопления явно поспешили: оно ещё не было в должной мере отработано. Правда, нефть в качестве топлива уже довольно продолжительное время применялась на коммерческих речных пароходах, однако условия их эксплуатации очень сильно отличаются от таковых для крупного боевого корабля. Кроме того, нефтяное отопление пытались приспособить для котлов, изначально рассчитанных на уголь, что заранее гарантировало не слишком удачный результат. Неудивительно, что в конце концов от нефти на «Ростиславе» отказались.
Но самым большим недостатком корабля оказалась большая перегрузка, превышавшая 1900 т — более 20 % водоизмещения. В результате главный бронепояс практически полностью ушёл под воду, и корабль защищал лишь намного более тонкий и ещё более короткий верхний пояс, неспособный противостоять бронебойным снарядам крупного калибра. Частично уменьшить перегрузку можно было путём ликвидации ненужных вспомогательных паровых котлов, торпедных аппаратов, тяжёлых мачт с боевыми марсами, что и планировалось сделать (такие работы если и были частично осуществлены, то уже во время Первой мировой войны, когда «Ростислав» как линейный корабль ценности уже практически не представлял), однако полностью устранить её не представлялось возможным: одни только механизмы весили на 300 с лишним тонн больше спецификационного.
Таким образом, «экономия» и отсутствие внятного понимания задач, которые будут стоять перед кораблём, привела к появлению очередного малоудачного броненосца.

## Командиры[4]
- 13.01.1897 — 01.05.1900 — капитан 1-го ранга Спицкий, Александр Макарович
- 01.05.1900 — 01.01.1903 — капитан 2-го ранга (с 06.12.1900 капитан 1-го ранга) великий князь Александр Михайлович
- 01.01.1903 — xx.xx.1905 — капитан 1-го ранга Рогуля, Евгений Петрович
- xx.xx.1905 — 02.10.1906 — капитан 1-го ранга Литвинов, Владимир Иванович
- 02.10.1906 — xx.xx.1908 — капитан 1-го ранга Петров, Дмитрий Дмитриевич
- 03.03.1908 — xx.xx.1910 — капитан 1-го ранга Сапсай, Андрей Дмитриевич
- 25.01.1910 — xx.xx.1911 — капитан 1-го ранга Покровский, Андрей Георгиевич
- 19.12.1911 — хх.хх.1912 — капитан 1-го ранга Псиол, Иван Николаевич
- 06.09.1912 — xx.xx.1914 — капитан 2-го ранга (с 06.12.1912 капитан 1-го ранга) Саблин, Михаил Павлович
- xx.xx.1914 — xx.xx.1914 — капитан 1-го ранга Порембский, Казимир Адольфович
- 24.12.1914 — хх.хх.1916 — капитан 1-го ранга Кузнецов, Иван Семёнович
- хх.хх.1916 — хх.хх.1916 — капитан 1-го ранга Савинский, Николай Николаевич
- 21.11.1916 — xx.xx.1918 — капитан 1-го ранга Старк, Фёдор Оскарович
- 10.1920 — капитан 2-го ранга Домбровский, Михаил Владимирович